# 張超英
張超英（1933年2月17日—2007年3月7日），台灣台北人，出生於東京，為台灣外交官；戰後長年擔任台灣外交官，曾目睹諸多中華民國外交大事。

## 早年生平
張超英於1933年（昭和八年）2月17日生於日本東京，未滿周歲即返回台灣，張出身富裕家庭，出生後母親甘寶釵在坐月子時逝世。家中地址為「台北市宮前町九十番地」，在台灣日治時期曾被有民族主義思想的父親張月澄以象徵性一圓於1934年租給中華民國做駐台北總領事館。張超英自幼成長於日本人就讀的建成小學校，在二戰下度過小學。1944年（昭和十九年）入台北二中，與王桂榮是初中同班同學。
幼年時代，林熊徵常到張宅辦公。一日中午，張超英同祖父與林在家裡一同吃切仔麵。豈料隔日，林便心臟疾病過世。不久後還有私生女來爭其辛苦掙下的家產。此事讓張超英心中留下深刻印象，並浮現一想法：人生最重要的不是如何賺錢，而是如何花錢。所以張雖出身商業世家，但並不汲汲於如何賺取財富，而是致力運用可運用的資源幹一番大事。
深受祖父母疼愛，曾為了在海邊調養他孱弱的身體，便直接在基隆海邊買別墅、買漁船、甚至僱了一位漁夫當教練。
1941年在上海時髦的霞飛路上，坐在高級俱樂部內第一次啜飲著可口可樂，便從此愛上這黑色汽水。當時他還不到十歲。
戰後張超英目睹了二二八事件，在家前中山北路上看見一二十公尺就有不明屍體，父親張月澄也因此被抓，後來透過祖父關係才由保安司令部參謀長柯遠芬自牢裡放人，據張超英聽父親口述，被捕者只有他和基隆顏家顏國年的兒子顏滄海被釋放。:98
1948年張超英赴香港Royden House School英文書院就讀高中，1952年入明治大學。1956年畢業於明治大學政經學部，1957年畢業於上智大學研究所。

## 外交官生涯
1958年，張超英考入公職，任職於新聞局，历任资料处科员、国际处联络室联络官。1963年赴加拿大国家纪录片中心受训，1964年回国后任国际处电影室副主任、第三科科长，曾率队赴越南拍摄纪录片。
1961年，擔任拍攝「寶島三日」紀錄片，其時張連電影一秒有二十四格都不曉得。張的太太也曾在片中軋了一角充當老饕。拍攝剪片期間，因為思念當時幾個月大的大女兒，所以晚上吃完飯回辦公室剪片時，常順便將其抱回辦公室，女兒的哭聲甚至讓局裡傳出鬧鬼風雲。該片在 1962 年 8 月參加法國馬賽的「第四屆觀光電影節」影展，並名列第二。第一名為西德。
1967年底，派赴新闻局驻纽约新闻处任新闻专员，與美國新聞界聯繫。在美期間目睹了1970年四二四刺蔣案及1971年10月中華民國退出聯合國（2758號決議案）。1978年12月16日，美國告知與中華民國斷交時，即是透過與張友好的CBS主播華特·克朗凱先行告知，再由處長陸以正打電話回台北中央政府得知。因此在美國大使向總統蔣經國說明前，台灣方面早已得知。:134
1980年，張转任驻东京新闻处处长（暨亚东关系协会驻日代表处新闻组长），在职期间并大力推动日本主流报界如《朝日新聞》高层与台湾的交往。針對日方以兩國無邦交為由，百般刁難簽證手續必得等上兩週才能拿到的情形，絞盡腦汁想辦法透過「觀光審議委員會」對外務省施壓而改變陋規，使簽證時間縮短為兩天。在1984年更促成了日本首相中曾根康弘与新聞局長宋楚瑜的非正式见面，但也遭到上級側目，成為下台原因。:214
1985年自新闻局退休，赴美国纽约经营RG Video公司，主营摄影器材出租及影片后期剪接业务。1993年3月起，担任公视顾问一年。1994年6月，恢复公职，担任行政院新闻局驻日新闻处处长、亚东关系协会驻日代表处顾问。1998年7月退休。
退休後，張超英曾協助中華民國總統李登輝完成自傳《台灣的主張》，並成功聯絡曾為松下幸之助執筆自傳的江口克彥完成訪問。:259
張超英辦過「台灣普立茲獎」的「FAPA 張超英新聞獎」，頒贈百萬元獎金給台灣媒體工作者，藉此完成他一直思索如何協助提昇言論自由與媒體道德之心願。
2007年3月7日因肺癌逝世於美國紐約，享年74歲。

## 家族
- 祖父張聰明從事煤礦業，在日治時期為著名富翁。

- 父親張月澄（後改名張秀哲）曾前往廣州，鼓吹台灣（對日本的）民族革命，組織革命青年團，非常支持中華民國。張秀哲在終戰時代表盟軍接收台灣，旋奉派出任臺灣省行政長官公署經營的台灣紡織公司副總經理，孰料事變後竟遭特務逮捕收押，迫使家族用盡所有政商關係送上鉅款，才讓其全身而退倖免被殺；但同時被抓的林茂生和陳炘等難友，事後則連屍首都迄今沒有下落，從此中國夢碎。身為獨子的張超英在《宮前町九十番地》中，不堪回首地形容父親張秀哲「放出來後就如同廢人一般，連笑都不會笑了」「他的夢、他的希望，完全地破滅」「他的餘生從此在孤獨的書房度過，不再與外界接觸，也不與家人多說一句話，過著自我封閉的日子」。[2]:98張超英猜想是好友居然全都人間蒸發所致，這種刻骨銘心的打擊對他真是情何以堪！故於經歷過台籍菁英一夕之間被害的衝擊，自此灰心喪志。[1][3]

## 傳記及研究書目
- 張超英口述，陳柔縉執筆，2016年，《宮前町九十番地》，台北：時報文化。